# Nannastacus pruinosus
Nannastacus pruinosus is een zeekommasoort uit de familie van de Nannastacidae. De wetenschappelijke naam van de soort is voor het eerst geldig gepubliceerd in 1962 door Gamo.